# Siège d'Amersfoort (1427)
guerre des Hameçons et des Cabillauds
Le siège d'Amersfoort est le siège de la ville réalisé par Philippe le Bon qui a eu lieu pendant les querelles des Hameçons et des Cabillauds du 1 au 8 novembre 1427,. Le siège dura huit jours.

## Contexte
Jacqueline de Hainaut rechercha de plus en plus un soutien auprès du Sticht d'Utrecht, et l'obtint enfin de l'évêque Rodolphe de Diepholt, mais il s'était lui-même retrouvé dans une lutte de partis au sein du Sticht, également appelée le schisme d'Utrecht (nl), et de plus, il s'est confronté à Zweder de Culemborg pour le siège épiscopal. Zweder avait le soutien du pape Martin V et également celui de Philippe le Bon, mais Rodolphe avait l'appui de ses partisans pour faire face. La relation sous-jacente était que les Lichtenberger, appelés Hameçons en Hollande, étaient les partis détenant le pouvoir dans le cités d'Utrecht et d'Amersfoort. Les Lockhorsten, appelé Cabillauds en Hollande, gagnaient de plus en plus de places avec l'arrivée de Zweder de Culemborg. Cette situation a conduit au siège d'Amersfoort.
Le 14 mars 1427, Rodolphe déclare la guerre à ses adversaires, et Philippe le Bon y répond le 30 mai 1427. En 1427, Philippe le Bon ferma l'Eemmond et marcha avec une armée via Eemnes, Baarn, Soest et Bunschoten jusqu'à Amersfoort.

## Déroulement du siège
Accompagnant son armée, Philippe le Bon se rend à Amersfoort avec, dans ses rangs, les seigneurs Jean de Villiers de L'Isle-Adam et Jean de Bournonville, qui dirigent les troupes de mercenaires de Flandre et de l'Artois, tandis que Philippe commandait aux Picards, principalement composés d'archers. Des renforts sont venus d'Amsterdam et d'Haarlem, un contingent envoyé par le stathouder Roland d'Uytkercke.
Néanmoins, la ville avait trouvé le temps de s'approvisionner à temps et d’enrôler une troupe forte de 300 archers sympathisants du Sticht, au sein des murs de la ville. De plus, les habitants pouvaient aussi s'appuyer sur le réseau de canaux et des murs de l'enceinte comme ligne de défense.
Le siège s'est déroulé comme suit : Philippe a fait trois tentatives pour prendre d'assaut la ville. Le huitième jour, cela a porté ses fruits car les hommes de Philippe avaient traversé les douves et étaient en route pour franchir les murs. Selon les récits historiques, Philippe le Bon a également participé personnellement au siège, revêtu d'une armure complète et n'a pas hésité à s'approcher des murs de la ville étant tout éclaboussé de boue. Lors de cet assaut, de nombreuses soldats ont été tuées du côté bourguignon. Les défenseurs ont réussi à repousser les attaquants assez longtemps, mais lorsque la défense semblait lâcher, les femmes sont venues renforcer les rangs des hommes avec des barils de bière brûlante, vidant ceux-ci par-dessus les remparts, de sorte que l'adversaire a été brièvement aveuglé et désorganisé au point de faire sonner la retraite.

## Fin de la campagne et conséquences
Philippe avait monté une catapulte sur les rives de l'Eemmond près de la ville, et celle-ci tomba soudainement peu de temps après le dernier assaut et s’abîma dans les eaux. Après le retrait de Philippe et de son armée, les habitants d'Amersfoort ont probablement détruit la maison Hamelenberg, située sur la rive droite de l'Ems. Deux plaques en argent fin avec inscription rappellent le siège, celles-ci sont situés dans l'église Saint-Georges (nl).
Au printemps 1428, les bourgeois et les citoyens des villes d'Utrecht et d'Amersfoort se rendirent à Bunschoten pour se venger car la ville avait aidé le duc Philippe et c'était l'endroit où il avait établi son camp. Laissant libre cours à leur fureur et celle de l'incendie qu'ils allumèrent, toutes les maisons furent brûler et les murs de la ville furent détruits. En conséquence, Bunschoten perdait définitivement son caractère urbain et Philippe n'avait plus de base stratégique. Une trêve fut conclue le 12 novembre 1428 et un accord de paix fut signé le 28 juillet 1429, pour lequel le parti des Hameçons et Rodolphe de Diepholt sortirent vainqueurs.
Pendant tout le siège, Rodolphe de Diepholt est resté caché dans la Veluwe, en la cité de Deventer.